# 媽媽不懂的事
《媽媽不懂的事》（英語：Open Your Mind），是香港亞洲電視一個兒童節目，其目的表示是解答小朋友們媽媽不懂得的事情。2009年5月4日起首播，每集大約30分鐘（連廣告）。以上節目以高清製作。
此節目接替同類型播了近2年的兒童節目《有腦E班》。而節目的類型是香港兒童節目史上較新穎的。

## 節目形式
節目主要是每集邀請不同嘉賓解答致電小朋友的問題，而嘉賓亦會說說兒時的趣事。但節目是以預錄的形式播放，故小朋友要首先致電或以電郵把問題至亞洲電視，然後在節目錄製時致電小朋友。

## 主持
- 伍偉樂
- 吳嘉星
- 黃倩婷

## 播放時段
- 亞洲電視本港台（首播）：下午16:15-16:45
- 亞洲電視亞洲高清台（首播）：下午17:00-17:30
- 亞洲電視本港台（重播）：翌日上午10:15-10:45
- 亞洲電視本港台星期六或星期日（重播）：4:00-4:30、（逢賽馬日）則為9:30-10:00AM

## 聯絡方法
- 電話：2992 9497
- 電郵：kids@atv.com.hk

## 外部連結
- 媽媽不懂的事